# Arsen Oremović
Arsen Oremović (11. studenog 1966., - ) je hrvatski redatelj, novinar i filmski kritičar. Diplomirao je filmsku i TV režiju (dokumentarni film) na Akademiji dramske umjetnosti u Zagrebu te komunikacijski menadžment.
Početkom osamdesetih bio osnivač i član grupe "Blitzkrieg", najznačajnijeg zagrebačkog benda iz drugog vala punka.
Započeo je s pisanjem filmskih eseja u književnom listu Quorum, početkom 1990-ih uređivao je filmsku rubriku u tjedniku Studio. Od 1991. član je Hrvatskog društva filmskih kritičara čiji je bio i predsjednik, u dva mandata: od 1999. do 2003. godine. Godine 1999. bio direktor filmskog festivala u Puli. Od 1991. do 2016. radio je u Večernjem listu kao novinar, filmski i televizijski kritičar, a od 2002. bio je i urednik i kolumnist Večernjakova priloga Ekran.
Ipak, 2007. je smijenjen s pozicije urednika kada je u svojoj kolumni "Ta divna stvorenja" povodom dodjele Oscara, u kojoj je kip za najbolju glazbu dobila gay umjetnica Melissa Etheridge za film "Neugodna istina", napisao šaljiv, satirički komentar na račun potencijalne gay sklonosti hrvatskog premijera Ive Sanadera, što je izazvalo oprečne reakcije. Za razliku od neblagonaklonog osvrta u tjedniku Nacional, Radio 101 Oremovića proglašava osobom tjedna. Potkraj iste godine vraća se na uredničku funkciju u Večernjaku kao urednik glazbenog priloga "Ritam", a sljedeće godine kao urednik kulturne rubrike.
Dosad je objavio (u koautorstvu s Jankom Heidlom i Draženom Ilinčićem) pet Kino&video vodiča (1996. – 2000.) s kino kritikama i intervjuima s mnogobrojnim svjetskim zvijezdama poput Quentina Tarantina, Johnnyja Deppa, Georgea Lucasa, Woodyja Allena, Romana Polanskog, Pedra Almodovara, Wima Wendersa, Dennisa Hoppera, Roberta Rodrigueza i drugih.
Za izdavačku kuću VBZ objavio je 2007. godine zbirku kolumni "Ta divna stvorenja", za koje ga je VIP portal proglasio drugim najboljim kolumnistom u zemlji (iza Borisa Dežulovića), a 2009. uredio je s Borivojem Radakovićem hit zbirku rock priča "Zvučni zid" u kojoj se pojavljuje i kao autor jedne od priča (VBZ).
S Ognjenom Sviličićem 2010. objavio satirički leksikon "Kupujmo hrvatsko", a 2011. uredio nastavak zbirke rock priča "Zvučni zid 2 - Vinilne priče".
Posljednjih godina sve aktivniji kao filmski redatelj i scenarist. Debitirao dokumentarcem "U braku sa švicarcem" (2013.) koji je na 19. Sarajevo film festivalu osvojio službenu nagradu žirija za najbolji film na temu ljudskih prava i Grand Prix za najbolji dokumentarni film 7. filmskog festivala u Vukovaru. Glazbenim dokumentarcem "Sudar u dvorcu" osvojio je, između ostalih nagrada, američku Independent Music Award u konkurenciji više od 400 naslova.
Bio je član Programskog vijeća HRT-a (2012-2016), a danas je član Društva hrvatskih filmskih redatelja.

## Filmografija
- U braku sa švicarcem / Married To The Swiss Franc, dokumentarni (2013.)
- Sudar u dvorcu / Castle Clash, dokumentarni (2014.)
- Horvatovi / Life Is Fair, kratki igrani (2015.)
- Treći / Third Best, dugometražni dokumentarni (2016.)
- Hassan, dokumentarni (2017.)
- Tak kak je / That's The Way It Is, dokumentarni (2018.)
- Nesreća, TV serija (6 epizoda, HRT) (2019.)
- Nesreća II, TV serija (6 epizoda, HRT) (2020.)
- 33 45 78, kratki eksperimentalni (2021.)
- Nesreća III, TV serija (4 epizode, HRT) (2022.)
- Glava velike ribe, dugi igrani (2022.)

## Vanjske poveznice
- Večernji list – Arsen Oremović
- Zagrebački sajam knjiga - Ta divna sTVorenja
- Slobodna Dalmacija.hr – Marko Njegić: »Arsen Oremović: Moore je imao pravo, živimo u socijalizmu za bogate«
- Novi list.hr / Intervju – Vedrana Simičević: »Arsen Oremović: Globalni negativac danas su banke«
- Tačno.net / Intervju – Amer Bahtijar: »Arsen Oremović: Socijalizam za bogate«